# Hurá-dinasztia
A Hurá-dinasztia a Maldív-szigetek hatodik uralkodó királyi dinasztiája volt. 
1757-ben alapította Hasszán Izuddin al-Gázi szultán. A Hurá-dinasztia volt az utolsó dinasztia a Maldív-szigetek trónján. Ez lényeges, mert ebbe a családba tartoztak királyok, miniszterelnökök és sok más fontos kormánytag és államférfi. Ez a dinasztia Donmaruduru Faditakurufánutól (Fadikalejfánu) származik a Hura Malé-atollról. A történelmi bizonyítékok azt mutatják, hogy egy "Louise" nevű francia ember és egy hurai maldív nő fia volt. Hura Domaruduru volt a nagyapja az első Hurá-dinasztia-beli királynak, akit első Ah'Szultanul Gází Hasszán Izudin Sziri Kularanméba Katiri Bavana Maháradunnak (Donbandárain)  hívtak. Ő egy nemzeti hős volt, aki megmentette az országot a malabárok uralmától.

## Uralkodók
A Hurá Szultánok listája:
- Hasszán Izuddin al-Gázi szultán (1757-1766)
- Dijamigili-dinasztia visszaállítása (1766-1773)
- II. Mohamed Samszudín Iszkandar (1773-1774)
- Mohamed Muiz ud-din (1774-1779)
- I. Hasszán Núradín (1779-1799)
- I. Mohamed Muínudín (1799-1835)
- IV. Mohamed Imádadín (1835-1882)
- Ibrahim Núradín (1882-1886)
- II. Mohamed Muínudín (1886-1888)
- Ibrahim Núradín (1888-1892) (második alkalommal)
- V. Mohamed Imádudín (1892-1893)
- III. Mohamed Samszudín (1893)
- VI. Mohamed Imádudín (1893-1902)
- III. Mohamed Samszudín (1902-1934) (második alkalommal)
- II. Hasszán Núradín Iszkandar (1934-1943)
- Abdul Madzsíd Didi (1943-1952)
- Köztársaság (1952-1954)

- Mohamed Farid Didi (1954-1968)

A köztársaság kikiáltása, 1968-ban
A Hurá-dinasztia vezetői 1968-tól, akik nem uralkodtak mint szultánok:
- Mohamed Farid Didi (1968–1969)
- Ibrahim Farid Didi (1969–napjainkig)

## Fordítás
- Ez a szócikk részben vagy egészben  a   Huraa dynasty című angol Wikipédia-szócikk fordításán alapul.  Az eredeti cikk szerkesztőit annak laptörténete sorolja fel. Ez a jelzés csupán a megfogalmazás eredetét és a szerzői jogokat jelzi, nem szolgál a cikkben szereplő információk forrásmegjelöléseként.